# Gabriel Mbilingi
Gabriel Mbilingi, né le 17 janvier 1958, à Bândua, dans la province de Bié, en Angola, est un archevêque catholique angolais.

## Biographie
Il est ordonné prêtre catholique pour la Congrégation du Saint-Esprit en février 1984. Nommé évêque coadjuteur du diocèse de Lwena (pt) le 15 octobre 1999, il est consacré le 6 janvier 2000. Il succède à José Próspero da Ascensão Puaty le 7 juin de la même année. Le 11 décembre 2006, il est nommé évêque coadjuteur de Lubango puis il succède à Zacarias Kamwenho le 5 septembre 2009.

### Mandats exercés
Entre 2007 et août 2012, il est président de l'Association interrégionale des évêques de l'Afrique australe (IMBISA). Il est président de la Conférence épiscopale d'Angola et de Sao-Tomé depuis le 20 novembre 2009, Il est de plus président du Symposium des Conférences Épiscopales d'Afrique et de Madagascar depuis septembre 2013.